# خورشیدگرفتگی ۲۹ ژوئیه ۱۸۷۸
خورشیدگرفتگی ۲۹ ژوئیه ۱۸۷۸ (به انگلیسی: Solar eclipse of 29 July 1878) یک خورشیدگرفتگی از نوع خورشیدگرفتگی کلی بود. این خورشیدگرفتگی در تاریخ ۲۹ ژوئیه ۱۸۷۸ روی داد که زمان اوج آن، ساعت ۲۱:۴۷:۱۸ به‌وقت ساعت هماهنگ جهانی بوده‌است. مدت‌زمان و طول این خورشیدگرفتگی ۰۳ دقیقه و ۱۱ ثانیه بود.

## مشاهدات
|                           |  |
|                           |  |
| Étienne Léopold Trouvelot |  |